# Pau Valls Vidal
Pau Valls Vidal (Palma 1936 - 2016) va ser un empresari mallorquí i promotor d'activitats musicals. L'any 1964, com a President de "Juventudes Musicales" de Palma, va organitzar el Primer Festival de la Nova Cançó a l'Hotel Jaume I de Palma. Els anys següents, 1965 i 1966, el festival es va celebrar al Castell de Belver amb uns dos mil assistents i la participació de la majoria de cantants dels "Setze Jutges" entre d'altres com ara, Maria del Mar Bonet, Lluís Llach, Els Valldemossa, Miquelina Lladó, Enric Barbat, Joan Manel Serrat, Antoni Parera Fons, Joan Ramon Bonet, Francesc Pi de la Serra, Queta i Teo... També va col·laborar amb l'Ajuntament de Palma en l'impuls dels festivals de música classica de l'època. L'any 1971 va deixar la presidència de l'entitat musical i es va centrar en les seves activitats empresarials.
Com a empresari va estar vinculat a l'empresa Almendras de Mallorca SL, destinada a l'esportació d'ametlla mallorquina, de la que el seu pare Rafael Valls Bonnin havia estat un dels creadors